# Horka (ort i Tjeckien, Pardubice)
Horka är en ort i Tjeckien.   Den ligger i regionen Pardubice, i den centrala delen av landet, 110 km öster om huvudstaden Prag. Horka ligger 305 meter över havet och antalet invånare är 395.
Terrängen runt Horka är platt åt nordost, men åt sydväst är den kuperad. Terrängen runt Horka sluttar norrut. Runt Horka är det ganska tätbefolkat, med 80 invånare per kvadratkilometer. Närmaste större samhälle är Pardubice, 19,8 km nordväst om Horka. I omgivningarna runt Horka växer i huvudsak blandskog.